# 卜尔熙
卜尔熙（德語：Herbert Cuno Eberhard von Borch，1876年2月22日—1961年8月31日），德国外交官，曾任魏玛共和国驻中华民国公使。